# Picris davurica
Picris davurica là một loài thực vật có hoa trong họ Cúc. Loài này được Fisch. miêu tả khoa học đầu tiên năm 1819.